# Stegodon
Lo stegodonte (gen. Stegodon) è un mammifero proboscidato estinto, affine agli elefantidi. Visse tra il Miocene superiore e il Pleistocene superiore (circa 11 milioni di anni fa - 10.000 anni fa) e i suoi resti fossili sono stati ritrovati in Asia e in Africa.

## Descrizione
Questo animale, assai simile a un elefante odierno, poteva raggiungere dimensioni ragguardevoli. Possedeva un corpo lungo e relativamente basso come quello del famoso mastodonte americano (Mammut americanum), ma il cranio ricordava quello dei veri elefanti. Il cranio era generalmente corto e piuttosto piccolo rispetto al corpo, con il palato situato molto in basso e indietro. A seconda delle specie, tuttavia, alcune caratteristiche craniche variavano notevolmente: il capo era alto, arrotondato e relativamente stretto in Stegodon ganesa, più appiattito e largo in S. insignis, bombato nella regione frontoparietale in S. bombifrons e appuntito al vertice cranico in S. trigonocephalus. Il muso era allungato a causa degli alveoli che alloggiavano le enormi zanne superiori, leggermente ricurvi.
Proprio le zanne costituivano una caratteristica fondamentale di Stegodon: erano leggermente ricurve verso l'alto e potevano oltrepassare i 3 metri di lunghezza (quasi quanto il resto del corpo) e, in alcune specie, erano così vicine l'una all'altra che non vi era abbastanza spazio per la proboscide; negli individui più anziani, questa doveva essere tenuta a lato, poggiata su una delle due zanne.
La mandibola era relativamente breve e i suoi incisivi erano molto corti. I molari erano a corona bassa (brachidonti), ma in alcune specie erano più alti (come in S. airawana e in S. agorae), provvisti di cemento dentario nelle valli. A causa della corona a lame rigorosamente zigolofodonti, in cui l'individualità dei numerosi tubercoli emergeva in seguito all'usura, i molari erano morfologicamente intermedi tra quelli di Stegolophodon e quelli degli elefanti propriamente detti. Queste lame erano da cinque a undici nei molari intermedi e da nove a quindici negli ultimi molari, eventualmente seguiti da un tallone. Non erano presenti veri premolari.
Le specie continentali di Stegodon variavano dai due metri d'altezza di S. insigins agli oltre tre metri di S. ganesa e ai quasi quattro metri di S. zdanskyi (quest'ultimo poteva superare le 12 tonnellate di peso). Un esemplare di S. zdanskyi, con tutta probabilità un maschio in età avanzata, doveva essere alto 3,87 metri e pesare 12,7 tonnellate; l'omero era lungo 1,2 metri, il femore 1,46 metri e la pelvi era larga 2 metri (Larramendi, 2016).
Le forme insulari, invece, potevano essere molto più piccole: S. trigonocephalus era alto circa un metro e mezzo, mentre S. airawana superava di poco il metro d'altezza; S. sondaari, invece, pesava circa trecento chilogrammi.

## Classificazione
Il genere Stegodon venne istituito da Hugh Falconer nel 1847; la specie tipo è S. ganesa, ben nota per numerosi fossili ritrovati in India, nel Laos e in Pakistan in terreni del Pliocene e inizialmente attribuita da Falconer e Cautley nel 1846 al genere Elephas. Al genere Stegodon sono poi state attribuite numerose altre specie, tra le quali il cosiddetto elefante di Akebono (Stegodon aurorae) del Giappone, S. elephantoides di Myanmar e Giava, S. insignis del Pakistan, lo stegodonte orientale (S. orientalis) della Cina e del Giappone, S. shinshuensis della Cina, S. sompoensis di Sulawesi, S. luzonensis di Luzon, S. mindanensis di Mindanao, S. florensis e S. sondaari di Flores, S. trigonocephalus e S. airawana di Giava e S. zdanskyi della Cina. In Africa è noto S. kaisensis, del Mio-Pliocene di Ciad, Kenya, Etiopia, Uganda e Congo DR.

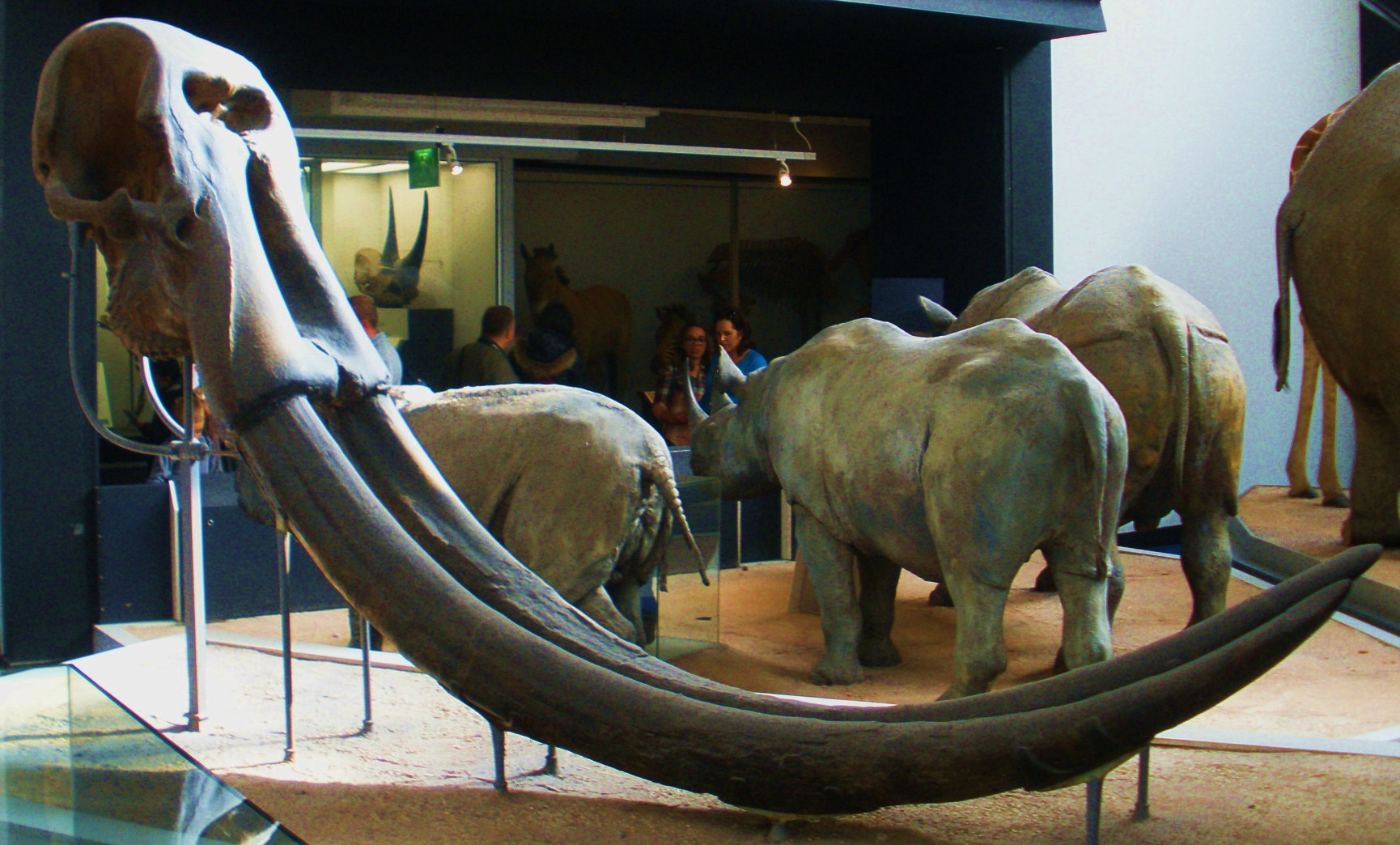
Stegodonte di Ganesh (Stegodon ganesa)

Stegodon è il membro eponimo degli stegodontidi, una famiglia di proboscidati un tempo considerata ancestrale ai veri elefanti e ai mammut, ma attualmente considerata il sister taxon dei veri elefanti. 

### Tassonomia
Di seguito è mostrato un cladogramma che mostra la posizione filogenetica di Stegodon all'interno dei proboscidati (Shoshani e Tassy, 2005):
|  | Loxodonta africana (elefante africano)                                                                        |
|  | |
|  | \| \| Elephas maximus (elefante asiatico) \| \| \| \| \| \| Mammuthus columbi (mammut imperatore) \| \| \| \| |
|  | |
|  | Elephas maximus (elefante asiatico)                                                                           |
|  | |
|  | Mammuthus columbi (mammut imperatore)                                                                         |
|  | |

|  | Elephas maximus (elefante asiatico)   |
|  |                                       |
|  | Mammuthus columbi (mammut imperatore) |
|  |                                       |

|  | Loxodonta africana (elefante africano)                                                                        |
|  | |
|  | \| \| Elephas maximus (elefante asiatico) \| \| \| \| \| \| Mammuthus columbi (mammut imperatore) \| \| \| \| |
|  | |
|  | Elephas maximus (elefante asiatico)                                                                           |
|  | |
|  | Mammuthus columbi (mammut imperatore)                                                                         |
|  | |

|  | Elephas maximus (elefante asiatico)   |
|  |                                       |
|  | Mammuthus columbi (mammut imperatore) |
|  |                                       |

|  | Loxodonta africana (elefante africano)                                                                        |
|  | |
|  | \| \| Elephas maximus (elefante asiatico) \| \| \| \| \| \| Mammuthus columbi (mammut imperatore) \| \| \| \| |
|  | |
|  | Elephas maximus (elefante asiatico)                                                                           |
|  | |
|  | Mammuthus columbi (mammut imperatore)                                                                         |
|  | |

|  | Elephas maximus (elefante asiatico)   |
|  |                                       |
|  | Mammuthus columbi (mammut imperatore) |
|  |                                       |

|  | Loxodonta africana (elefante africano)                                                                        |
|  | |
|  | \| \| Elephas maximus (elefante asiatico) \| \| \| \| \| \| Mammuthus columbi (mammut imperatore) \| \| \| \| |
|  | |
|  | Elephas maximus (elefante asiatico)                                                                           |
|  | |
|  | Mammuthus columbi (mammut imperatore)                                                                         |
|  | |

|  | Elephas maximus (elefante asiatico)   |
|  |                                       |
|  | Mammuthus columbi (mammut imperatore) |
|  |                                       |

|  | Loxodonta africana (elefante africano)                                                                        |
|  | |
|  | \| \| Elephas maximus (elefante asiatico) \| \| \| \| \| \| Mammuthus columbi (mammut imperatore) \| \| \| \| |
|  | |
|  | Elephas maximus (elefante asiatico)                                                                           |
|  | |
|  | Mammuthus columbi (mammut imperatore)                                                                         |
|  | |

|  | Elephas maximus (elefante asiatico)   |
|  |                                       |
|  | Mammuthus columbi (mammut imperatore) |
|  |                                       |

|  | Loxodonta africana (elefante africano)                                                                        |
|  | |
|  | \| \| Elephas maximus (elefante asiatico) \| \| \| \| \| \| Mammuthus columbi (mammut imperatore) \| \| \| \| |
|  | |
|  | Elephas maximus (elefante asiatico)                                                                           |
|  | |
|  | Mammuthus columbi (mammut imperatore)                                                                         |
|  | |

|  | Elephas maximus (elefante asiatico)   |
|  |                                       |
|  | Mammuthus columbi (mammut imperatore) |
|  |                                       |

|  | Loxodonta africana (elefante africano)                                                                        |
|  | |
|  | \| \| Elephas maximus (elefante asiatico) \| \| \| \| \| \| Mammuthus columbi (mammut imperatore) \| \| \| \| |
|  | |
|  | Elephas maximus (elefante asiatico)                                                                           |
|  | |
|  | Mammuthus columbi (mammut imperatore)                                                                         |
|  | |

|  | Elephas maximus (elefante asiatico)   |
|  |                                       |
|  | Mammuthus columbi (mammut imperatore) |
|  |                                       |

|  | Loxodonta africana (elefante africano)                                                                        |
|  | |
|  | \| \| Elephas maximus (elefante asiatico) \| \| \| \| \| \| Mammuthus columbi (mammut imperatore) \| \| \| \| |
|  | |
|  | Elephas maximus (elefante asiatico)                                                                           |
|  | |
|  | Mammuthus columbi (mammut imperatore)                                                                         |
|  | |

|  | Elephas maximus (elefante asiatico)   |
|  |                                       |
|  | Mammuthus columbi (mammut imperatore) |
|  |                                       |

|  | Loxodonta africana (elefante africano)                                                                        |
|  | |
|  | \| \| Elephas maximus (elefante asiatico) \| \| \| \| \| \| Mammuthus columbi (mammut imperatore) \| \| \| \| |
|  | |
|  | Elephas maximus (elefante asiatico)                                                                           |
|  | |
|  | Mammuthus columbi (mammut imperatore)                                                                         |
|  | |

|  | Elephas maximus (elefante asiatico)   |
|  |                                       |
|  | Mammuthus columbi (mammut imperatore) |
|  |                                       |

|  | Loxodonta africana (elefante africano)                                                                        |
|  | |
|  | \| \| Elephas maximus (elefante asiatico) \| \| \| \| \| \| Mammuthus columbi (mammut imperatore) \| \| \| \| |
|  | |
|  | Elephas maximus (elefante asiatico)                                                                           |
|  | |
|  | Mammuthus columbi (mammut imperatore)                                                                         |
|  | |

|  | Elephas maximus (elefante asiatico)   |
|  |                                       |
|  | Mammuthus columbi (mammut imperatore) |
|  |                                       |

|  | Loxodonta africana (elefante africano)                                                                        |
|  | |
|  | \| \| Elephas maximus (elefante asiatico) \| \| \| \| \| \| Mammuthus columbi (mammut imperatore) \| \| \| \| |
|  | |
|  | Elephas maximus (elefante asiatico)                                                                           |
|  | |
|  | Mammuthus columbi (mammut imperatore)                                                                         |
|  | |

|  | Elephas maximus (elefante asiatico)   |
|  |                                       |
|  | Mammuthus columbi (mammut imperatore) |
|  |                                       |

|  | Loxodonta africana (elefante africano)                                                                        |
|  | |
|  | \| \| Elephas maximus (elefante asiatico) \| \| \| \| \| \| Mammuthus columbi (mammut imperatore) \| \| \| \| |
|  | |
|  | Elephas maximus (elefante asiatico)                                                                           |
|  | |
|  | Mammuthus columbi (mammut imperatore)                                                                         |
|  | |

|  | Elephas maximus (elefante asiatico)   |
|  |                                       |
|  | Mammuthus columbi (mammut imperatore) |
|  |                                       |

|  | Loxodonta africana (elefante africano)                                                                        |
|  | |
|  | \| \| Elephas maximus (elefante asiatico) \| \| \| \| \| \| Mammuthus columbi (mammut imperatore) \| \| \| \| |
|  | |
|  | Elephas maximus (elefante asiatico)                                                                           |
|  | |
|  | Mammuthus columbi (mammut imperatore)                                                                         |
|  | |

|  | Elephas maximus (elefante asiatico)   |
|  |                                       |
|  | Mammuthus columbi (mammut imperatore) |
|  |                                       |

|  | Loxodonta africana (elefante africano)                                                                        |
|  | |
|  | \| \| Elephas maximus (elefante asiatico) \| \| \| \| \| \| Mammuthus columbi (mammut imperatore) \| \| \| \| |
|  | |
|  | Elephas maximus (elefante asiatico)                                                                           |
|  | |
|  | Mammuthus columbi (mammut imperatore)                                                                         |
|  | |

|  | Elephas maximus (elefante asiatico)   |
|  |                                       |
|  | Mammuthus columbi (mammut imperatore) |
|  |                                       |

|  | Loxodonta africana (elefante africano)                                                                        |
|  | |
|  | \| \| Elephas maximus (elefante asiatico) \| \| \| \| \| \| Mammuthus columbi (mammut imperatore) \| \| \| \| |
|  | |
|  | Elephas maximus (elefante asiatico)                                                                           |
|  | |
|  | Mammuthus columbi (mammut imperatore)                                                                         |
|  | |

|  | Elephas maximus (elefante asiatico)   |
|  |                                       |
|  | Mammuthus columbi (mammut imperatore) |
|  |                                       |

|  | Loxodonta africana (elefante africano)                                                                        |
|  | |
|  | \| \| Elephas maximus (elefante asiatico) \| \| \| \| \| \| Mammuthus columbi (mammut imperatore) \| \| \| \| |
|  | |
|  | Elephas maximus (elefante asiatico)                                                                           |
|  | |
|  | Mammuthus columbi (mammut imperatore)                                                                         |
|  | |

|  | Elephas maximus (elefante asiatico)   |
|  |                                       |
|  | Mammuthus columbi (mammut imperatore) |
|  |                                       |

## Paleoecologia

### Nanismo insulare
Come gli odierni elefanti, gli stegodonti dovevano essere buoni nuotatori, poiché i loro fossili sono spesso ritrovati in isole asiatiche (come Sulawesi, Flores, Timor, Sumba, Luzon, Mindanao, Taiwan e Giappone), molte delle quali non erano connesse via terra con il continente (nemmeno durante i periodi in cui il livello del mare era più basso) nel corso del Pliocene e del Pleistocene. Un trend che si può osservare nei mammiferi di grande taglia sulle isole è il nanismo insulare, in cui da un antenato di grosse dimensioni si sviluppano specie di dimensioni via via più ridotte. Anche gli stegodonti, come gli elefanti e i mammut, svilupparono numerose specie insulari di dimensioni ridotte, la più piccola delle quali doveva essere S. sondaari di Flores, alta poco più di un metro. Sempre a Flores esisteva la specie S. florensis, di medie dimensioni, una cui sottospecie (S. florensis insularis) di taglia particolarmente piccola coesistette con Homo floresiensis ed è probabile che ne fosse la preda; questa sottospecie nana di stegodonte scomparve circa 12.000 anni fa (Van der Bergh et al., 2008). Si suppone che le specie nane di stegodonti fossero anche la preda principale del varano di Komodo (Varanus komodoensis) prima che gli umani introducessero in queste isole altri animali come il cervo del genere Rusa, il bufalo asiatico e il cinghiale vittato (Diamnod, 1987).